# Байдлер, Франц Вильгельм
Франц Вильгельм Байдлер (нем. Franz Wilhelm Beidler; 16 октября 1901, Байройт — 3 августа 1981, Цюрих) — немецко-швейцарский журналист. Сын дирижёра Франца Байдлера и его первой жены Изольды, старшей дочери Рихарда Вагнера и Козимы Вагнер.
Начиная с 1906 года супруги Байдлер находились в тяжёлом семейном конфликте с Козимой Вагнер, завершившемся в 1913 году судебным процессом, по итогам которого Изольде Байдлер было отказано в праве считаться дочерью Вагнера, поскольку к моменту её рождения ещё не был расторгнут первый брак Козимы Вагнер с Гансом фон Бюловом. Вместе с этим Франц Вильгельм Байдлер утратил и статус старшего внука Вагнера. Мать его в 1919 году умерла, с отцом он разошёлся идеологически. Окончив гимназию в Кобурге, в 1922—1927 гг. он изучал в Вюрцбургском и Берлинском университетах политологию и право, в 1927 году защитил под руководством Фрица Гартунга докторскую диссертацию «Борьба за таможенный тариф в Рейхстаге 1902 года. К истории германского парламентаризма» (нем. Der Kampf um den Zolltarif im Reichstag 1902. Ein Beitrag zur Geschichte des deutschen Parlamentarismus; опубликована 1929).
В 1923 году, по контрасту с известным антисемитизмом семьи Вагнера, Байдлер-младший женился на еврейке, на рубеже 1920—1930-х гг. работал в министерстве науки, искусства и народного образования Пруссии как секретарь и помощник Лео Кестенберга, занимаясь вместе с ним реформой немецкого музыкального образования. В 1920-е гг. опубликовал в немецкой прессе ряд статей о Байройтском фестивале, резко критикуя его с социалистических позиций. С приходом к власти в Германии нацистов эмигрировал в Париж, с 1934 г. жил в Швейцарии, на родине своего отца. Некоторое время занимал должность научного сотрудника Бюро статистики кантона Цюрих. В 1943—1971 гг. секретарь Союза швейцарских писателей, на этом посту выступал за левую политическую повестку для организации.
В 1946—1947 гг. Байдлер рассматривался как возможный новый руководитель Байройтского фестиваля, способный очистить его репутацию от сотрудничества с гитлеровским режимом. Однако предложенная им программа реформы фестиваля (почётным президентом которого должен был стать друг Байдлера Томас Манн) вызвала резкое сопротивление других наследников Вагнера, и Байдлер вынужден был отказаться от своих планов. На протяжении всей жизни он работал над книгой о фестивале и о своей бабушке; эта книга увидела свет спустя много лет после смерти автора, в 1997 году, под названием «Козима Вагнер-Лист. Путь к вагнеровскому мифу» (нем. Cosima Wagner-Liszt, Der Weg zum Wagner-Mythos).